# Géza Anda
Géza Anda (Budapest, 19 novembre 1921 – Zurigo, 13 giugno 1976) è stato un pianista e didatta ungherese naturalizzato svizzero.

## Biografia
Studiò nella natia Budapest con due autorevoli maestri, il compositore Zoltán Kodály e il pianista e compositore Ernő Dohnányi. A diciannove anni, nel 1940, vinse il Premio Liszt, iniziando così una carriera internazionale di grande prestigio. Nel 1941 debuttò con i Berliner Philharmoniker sotto la direzione di Wilhelm Furtwängler.
Trasferitosi in Svizzera nel 1943, continuò la sua attività di concertista e insegnante. Apprezzato didatta, dal 1953 al 1955 tenne corsi di perfezionamento estivi presso l'accademia del Mozarteum di Salisburgo.
Nel 1960 succedette a Edwin Fischer nei corsi di perfezionamento di Lucerna. Dal 1952 alla sua morte (avvenuta il 13 giugno 1976) suonò al Festival di Salisburgo.
Si distinse come uno dei maggiori pianisti del XX secolo soprattutto come interprete dei connazionali Béla Bartók e Liszt, ma fornì importanti e apprezzate interpretazioni e incisioni di Brahms, Beethoven, Schubert, Schumann e soprattutto nei 27 concerti per pianoforte e orchestra di Wolfgang Amadeus Mozart, che incise come pianista e direttore, scrivendo per molti di essi le cadenze.
Suonò anche opere di Chopin, Franck, Rachmaninov.
Fu pianista di grande tecnica ma avverso alla teatralizzazione e agli atteggiamenti autocelebrativi del virtuosismo; insegnò sempre, accanto alla cura nell'eseguire perfettamente le note, l'importanza del suonare in maniera lirica e musicale, di analizzare la partitura e soprattutto comprendere ed assimilare profondamente il brano con la testa prima che con le dita.

## Discografia
- Bartok, Conc. pf. n. 1-3 - Anda/Fricsay/RSO Berlin, Deutsche Grammophon
- Brahms Grieg, Conc. pf. n. 2/Conc. pf. op. 16 - Anda/Karajan/Kubelik/BPO, Deutsche Grammophon
- Mozart, Conc. pf. n. 1-27 - Anda/Mozarteum, Deutsche Grammophon
- Mozart, Conc. pf. n. 6, 17, 21 - Anda/Mozarteum, Deutsche Grammophon

## Concorso internazionaleGéza Andadi Zurigo
Nel 1979 la vedova di Géza Anda, Hortense Anda-Bührle, fondò il concorso pianistico internazionale Géza Anda, da svolgersi ogni tre anni a Zurigo e destinato a giovani pianisti di tutto il mondo. Le edizioni tra il 1994 e il 2000 sono state vinte da tre pianisti italiani, rispettivamente Pietro De Maria, Corrado Rollero e Filippo Gamba.